# Chương Khởi Nguyệt
Chương Khởi Nguyệt (Giản thể: 章启月, Phồn thể:章啟月, Bính âm:Zhāng Qǐyuè) (tháng 10 năm 1959), là một nhà ngoại giao Trung Quốc. Bà từng là phát ngôn viên Bộ Ngoại giao Cộng hòa Nhân dân Trung Hoa và hiện tại bà giữ chức vụ Đại sứ Trung Quốc tại Indonesia.

## Tiểu sử
Chương Khởi Nguyệt sinh ra tại Bắc Kinh trong một gia đình ngoại giao, cha bà là Chương Thự, đã từng là Đại sứ Trung Quốc tại Bỉ và Nhật Bản, Đại sứ, Tham tán chính trị phái đoàn thường trực Trung Quốc tại Liên Hợp Quốc. Sau khi Mao Trạch Đông đồng ý vào năm 1974 về việc lần đầu tiên đưa học sinh sang Mỹ du học kể từ năm 1949, bà cùng với bốn học sinh khác đã được lựa chọn và được gửi sang Hoa Kỳ để học tiếng Anh. Một phần lý do bà được chọn là vì bố bà là Chương Thự lúc đó đang làm việc tại Liên Hợp Quốc trong một năm. Con của nhân viên quốc tế sẽ được Liên Hợp Quốc hoàn trả chi phí giáo dục và chi phí đi lại. Bà sang học tại Hoa Kỳ trong ba năm, đến năm 1977, bà trở lại và bước vào Đại học Ngoại ngữ Bắc Kinh và tốt nghiệp năm 1982. Sau đó bà làm việc tại Trụ sở chính của Liên Hợp Quốc tại Genève và Bộ phận văn phòng Quốc tế thuộc Ban Thư ký Bộ Ngoại giao.
Từ 1998 đến 2004, bà được giao nhiệm vụ là phát ngôn viên Bộ Ngoại giao, Phó Giám đốc Văn phòng Thông tin, bà là nữ phát ngôn viên thứ ba của Bộ Ngoại giao. Năm 2004, bà được bổ nhiệm làm Đại sứ Trung Quốc tại Vương quốc Bỉ. Tháng 7 năm 2008, bà được bổ nhiệm làm đặc mệnh toàn quyền của Đại sứ quán Trung Quốc tại Indonesia (ngày 19/8/2008 Chủ tịch Hồ Cẩm Đào, tiếp theo Ủy ban Thường vụ Đại hội đại biểu Nhân dân toàn quốc đã quyết định rút đại sứ của mình tại Bỉ). Bà đã kết hôn với ông Lưu Kết Nhất và có một con trai.